# Hic Rhodus, hic salta

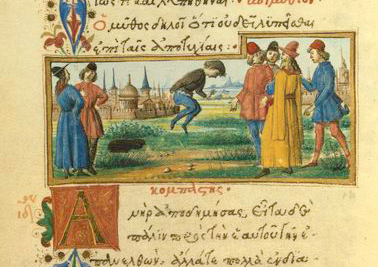
Illustration von Äsops Fabel Der prahlerische Fünfkämpfer im griechischsprachigen Medici Äsop ca. 1480

Hic Rhodus, hic salta! (lateinisch, Hier ist Rhodos, hier springe!) bedeutet: Beweise hier und jetzt, dass du das kannst.
Die Worte stammen ursprünglich aus der Fabel „Der Fünfkämpfer als Prahlhans“ von Äsop und galten als Aufforderung an einen Fünfkämpfer, der wiederholt auf seine herausragenden Leistungen beim Weitsprung in Rhodos hingewiesen hatte. Als seine Gesprächspartner genug von seiner Prahlerei hatten, forderten sie ihn auf, das Geleistete hier und jetzt zu wiederholen.
Erasmus von Rotterdam übersetzt ab 1500 in seinen Adagia die ursprünglichen Worte Äsops: Αὐτοῦ γὰρ καὶ Ῥόδος καὶ πήδημα (sprich: „Autou gar kai Rhodos kai pēdēma“ dt.: „Denn hier ist sowohl Rhodos als auch der Sprung.“) mit „hic rhodus, hic saltus“. In einer anderen Version der Fabel heißt es ἰδοῦ Ῥόδος, καὶ ἀποπήδησον. (sprich: „idou Rhodos kai apopēdēson“ dt.: „Siehe Rhodos, also spring!“).
Hegel zitiert diesen Satz in der Vorrede zu den Grundlinien der Philosophie des Rechts auf Griechisch und Lateinisch. In der griechischen Fassung vermischt er die beiden Versionen: „Idou Rhodos, idou kai to pêdêma“.
Dem Zitat folgt: „Das was ist zu begreifen, ist die Aufgabe der Philosophie (…)“, das heißt die Philosophie soll nicht sagen, was sein sollte.
In seinen weiteren Ausführungen regt er an, diesen Satz zu variieren:

„Mit weniger Veränderung würde jene Redensart lauten:
Hier ist die Rose, hier tanze.“

 Dabei ist mit „Rose“ – wie aus dem Kontext der Stelle hervorgeht – die Vernunft gemeint.
Karl Marx greift diesen Satz auf:

„Proletarische Revolutionen […] schrecken stets von neuem zurück vor der unbestimmten Ungeheuerlichkeit ihrer eigenen Zwecke, bis die Situation geschaffen ist, die jede Umkehr unmöglich macht, und die Verhältnisse selbst rufen 
Hic Rhodus, hic salta!
Hier ist die Rose, hier tanze!“

Auch im Marxschen Hauptwerk, dem 1. Band des „Kapitals“, taucht die Formulierung auf. Im 4. Kapitel („Verwandlung von Geld in Kapital“) heißt es am Ende des 2. Abschnitts („Widersprüche der allgemeinen Formel“) abschließend: „Dies sind die Bedingungen des Problems. Hic Rhodus, hic salta!“. In der heute weit verbreiteten Ausgabe des 23. Bandes der Marx-Engels-Werke ist die Formulierung mit einer editorischen Anmerkung der Herausgeber versehen, in der auf den Zusammenhang mit der Fabel Äsops, nicht jedoch auf deren von Marx aufgegriffene Rezeption bei Hegel hingewiesen wird.
Gelegentlich wird Marx mit der zwar korrekten, aber nicht historischen Übersetzung „Hic rosa, hic salta!“ zitiert, so Breyten Breytenbach 1996 in La République des Lettres.
Nietzsche greift die Formulierung als Titel für den 461. Aphorismus in „Morgenröte. Gedanken über die moralischen Vorurteile“ auf. Hierbei geht es um Musik, „die sich in alles verwandeln kann und verwandeln muss“.